# سارة الخولي
سارة الخولي (15 فبراير 1988 -) هي ملكة جمال وعارضة أزياء مصرية.

## حياتها
ولدت سارة الخولي في العاصمة المصرية القاهرة عام 1988 لأب مصري وأم يوغوسلافية من كرواتيا، وتربت في دبي بالإمارات العربية المتحدة. توجت سارة بلقب ملكة جمال مصر عام 2010 في 7 يوليو 2010 في القاهرة وكانت في وقت التتويج طالبة في الجامعة الأمريكية في الشارقة. ومثلت مصر في مسابقة ملكة جمال العالم لعام 2010 في 20 أكتوبر 2010، الذي عقد في سانيا بالصين. وفي 4 يونيو 2011، مثلت مصر في مسابقة ملكة جمال البحر الأبيض المتوسط الذي عقد في نيقوسيا بقبرص عام 2011، وفازت باللقب.
بسبب الوضع السياسي في مصر، لم يكن هناك مسابقة وطنية في عام 2011. ولذلك تم اختيار سارة لتكون الممثلة المصرية الرسمية لعام 2011 في مسابقة ملكة جمال الكون التي جرت في 12 سبتمبر 2011 في ساو باولو بالبرازيل.